# Liste der Monuments historiques in Brueil-en-Vexin
Die Liste der Monuments historiques in Brueil-en-Vexin führt die Monuments historiques in der französischen Gemeinde Brueil-en-Vexin auf.

## Liste der Bauwerke
| Bezeichnung               | Beschreibung | Standort                  | Kennzeichnung | Schutzstatus | Datum | Bild |
| ------------------------- | ------------ | ------------------------- | ------------- | ------------ | ----- | ---- |
| Galeriegrab Cave aux Fées |              | Le Four à Chaux (Lage)    | PA00087386    | Classé       | 1957  |      |
| Herrenhaus                |              | Rue du Pont-Madame (Lage) | PA00132996    | Inscrit      | 1994  |      |

## Liste der Objekte
- Monuments historiques (Objekte) in Brueil-en-Vexin in der Base Palissy des französischen Kultusministeriums